# Parco nazionale di Seitseminen
Il parco nazionale di Seitseminen (in finlandese:Seitsemisen kansallispuisto) è un parco nazionale della Finlandia, nella provincia della Finlandia occidentale. È stato istituito nel 1982 e occupa una superficie di 45,5 km².
Dal 1996 il parco è insignito del Diploma europeo delle aree protette.